# 71. Tony-gála
A 71. Tony-gála a 2016/2017-es szezon legjobb Broadway színházi alakításait értékelte. A díjátadót 2017. június 11-én tartották a New York-i Radio City Music Hallban, a műsor házigazdája Kevin Spacey volt. A ceremóniát a CBS televízióadó közvetítette élőben, a jelöltek listáját Jane Krakowski és Christopher Jackson jelentette be 2017. május 2-án.

## Győztesek és jelöltek
A nyertesek félkövérrel jelölve.
| Legjobb színdarab ‡ | Legjobb musical ‡ |
| --- | --- |
| - Oslo – J. T. Rogers - A Doll's House, Part 2 – Lucas Hnath - Indecent – Paula Vogel - Sweat – Lynn Nottage | - Kedves Evan Hansen - Come from Away - Idétlen időkig - Natasha, Pierre & The Great Comet of 1812 |
| Legjobb színdarab újra a színpadon ‡ | Legjobb musical újra a színpadon ‡ |
| - Jitney - A kis rókák - Ne nevess korán - Hatszoros ölelés | - Hello, Dolly! - Falsettos - Miss Saigon |
| Legjobb férfi főszereplő színdarabban | Legjobb női főszereplő színdarabban |
| - Kevin Kline – Ne nevess korán (Garry Essendine) - Denis Arndt – Heisenberg (Alex Priest) - Chris Cooper – A Doll's House, Part 2 (Torvald Helmer) - Corey Hawkins – Hatszoros ölelés (Paul) - Jefferson Mays – Oslo (Terje Rød-Larsen)                                | - Laurie Metcalf – A Doll's House, Part 2 (Nora Jorgensen) - Cate Blanchett – Platonov (Anna Petrovna) - Jennifer Ehle – Oslo (Mona Juul) - Sally Field – Üvegfigurák (Amanda Wingfield) - Laura Linney – A kis rókák (Regina Hubbard Giddens)                                                |
| Legjobb férfi főszereplő musicalben | Legjobb női főszereplő musicalben |
| - Ben Platt – Kedves Evan Hansen (Evan Hansen) - Christian Borle – Falsettos (Marvin) - Josh Groban – Natasha, Pierre & The Great Comet of 1812 (Pierre Bezukhov) - Andy Karl – Idétlen időkig (Phil Connors) - David Hyde Pierce – Hello, Dolly! (Horace Vandergelder) | - Bette Midler – Hello, Dolly! (Dolly Gallagher Levi) - Denée Benton – Natasha, Pierre & The Great Comet of 1812 (Natasha Rostova) - Christine Ebersole – War Paint (Elizabeth Arden) - Patti LuPone – War Paint (Helena Rubinstein) - Eva Noblezada – Miss Saigon (Kim)                      |
| Legjobb férfi mellékszereplő színdarabban | Legjobb női mellékszereplő színdarabban |
| - Michael Aronov – Oslo (Uri Savir) - Danny DeVito – Alku (Gregory Solomon) - Nathan Lane – Rendkívüli kiadás (Walter Burns) - Richard Thomas – A kis rókák (Horace Giddens) - John Douglas Thompson – Jitney (Becker)                                                  | - Cynthia Nixon – A kis rókák (Birdie Hubbard) - Johanna Day – Sweat (Tracey) - Jayne Houdyshell – A Doll's House, Part 2 (Anne-Marie) - Condola Rashād – A Doll's House, Part 2 (Emmy Helmer) - Michelle Wilson – Sweat (Cynthia)                                                            |
| Legjobb férfi mellékszereplő musicalben | Legjobb női mellékszereplő musicalben |
| - Gavin Creel – Hello, Dolly! (Cornelius Hackl) - Mike Faist – Kedves Evan Hansen (Connor Murphy) - Andrew Rannells – Falsettos (Whizzer Brown) - Lucas Steele – Natasha, Pierre & The Great Comet of 1812 (Anatole Kuragin) - Brandon Uranowitz – Falsettos (Mendel)   | - Rachel Bay Jones – Kedves Evan Hansen (Heidi Hansen) - Kate Baldwin – Hello, Dolly! (Irene Molloy) - Stephanie J. Block – Falsettos (Trina) - Jenn Colella – Come from Away (Annette, Beverley Bass, további szereplők) - Mary Beth Peil – Anastasia (Dániai Marija Fjodorovna orosz cárné) |
| Legjobb szövegkönyv musicalben | Legjobb eredeti zene |
| - Steven Levenson – Kedves Evan Hansen - Dave Malloy – Natasha, Pierre & The Great Comet of 1812 - Danny Rubin – Idétlen időkig - Irene Sankoff, David Hein – Come from Away                                                                                            | - Benj Pasek, Justin Paul – Kedves Evan Hansen - Dave Malloy – Natasha, Pierre & The Great Comet of 1812 - Tim Minchin – Idétlen időkig - Irene Sankoff, David Hein – Come from Away |
| Legjobb díszlettervezés színdarabban | Legjobb díszlettervezés musicalben |
| - Nigel Hook – Ma este megbukunk - David Gallo – Jitney - Douglas W. Schmidt – Rendkívüli kiadás - Michael Yeargan – Oslo | - Mimi Lien – Natasha, Pierre & The Great Comet of 1812 - Rob Howell – Idétlen időkig - David Korins – War Paint - Santo Loquasto – Hello, Dolly! |
| Legjobb jelmeztervezés színdarabban | Legjobb jelmeztervezés musicalben |
| - Jane Greenwood – A kis rókák ∞ - Susan Hilferty – Ne nevess korán - Toni-Leslie James – Jitney - David Zinn – A Doll's House, Part 2 | - Santo Loquasto – Hello, Dolly! - Linda Cho – Anastasia - Paloma Young – Natasha, Pierre & The Great Comet of 1812 - Catherine Zuber – War Paint |
| Legjobb látványtervezés színdarabban | Legjobb látványtervezés musicalben |
| - Christopher Akerlind – Indecent - Jane Cox – Jitney - Donald Holder – Oslo - Jennifer Tipton – A Doll's House, Part 2 | - Bradley King – Natasha, Pierre & The Great Comet of 1812 - Howell Binkley – Come from Away - Natasha Katz – Hello, Dolly! - Japhy Weideman – Kedves Evan Hansen |
| Legjobb színdarabrendező | Legjobb musicalrendező |
| - Rebecca Taichman – Indecent - Sam Gold – A Doll's House, Part 2 - Ruben Santiago-Hudson – Jitney - Bartlett Sher – Oslo - Daniel Sullivan – A kis rókák | - Christopher Ashley – Come from Away - Rachel Chavkin – Natasha, Pierre & The Great Comet of 1812 - Michael Greif – Kedves Evan Hansen - Matthew Warchus – Idétlen időkig - Jerry Zaks – Hello, Dolly!                                                                                       |
| Legjobb koreográfia | Legjobb zenekar |
| - Andy Blankenbuehler – Bandstand - Peter Darling, Ellen Kane – Idétlen időkig - Kelly Devine – Come from Away - Denis Jones – Holiday Inn - Sam Pinkleton – Natasha, Pierre & The Great Comet of 1812                                                                  | - Alex Lacamoire – Kedves Evan Hansen - Bill Elliott, Greg Anthony Rassen – Bandstand - Larry Hochman – Hello, Dolly! - Dave Malloy – Natasha, Pierre & The Great Comet of 1812 |

∞ Ez volt Greenwood 21. jelölése és egyben első győzelme.
‡ A darabnak járó díjat annak producerei vették át.

### Különdíjak
- Tony-különdíj a legjobb hangkeverésnek: Gareth Fry, Pete Malkin – The Encounter
- Színházi életműdíj: James Earl Jones
- Isabelle Stevenson-díj: Baayork Lee
- Tiszteletbeli Tony-díj kiválló színházi teljesítményért: Nina Lannan, Alan Wasser
- Tony-díj a színpadi oktatásban elért eredményekért: Rachel Harry (Hood River Valley High School, Hood River, Oregon)

## In Memoriam
A gála "in memoriam" szegmense az alábbi, 2016-ban/2017-ben elhunyt személyekről emlékezett meg:
- Carrie Fisher
- Dick Latessa
- George S. Irving
- Glenne Headly
- Tammy Grimes
- Garry Marshall
- Fyvush Finkel
- Gordon Davidson
- Edward Albee
- Willa Kim
- Seth Gelblum
- Sheila Bond
- Cecilia Hart Jones
- James Houghton
- Martha Lavey
- William M. Hoffman
- Zelda Fichandler
- Irene Bunis
- Laurie Carlos
- Jack Hofsiss
- Mary Tyler Moore
- Martha Swope
- Debbie Reynolds
- John McMartin
- Gene Wilder
- Florence Henderson
- Michael Gardner
- Karen Walsh
- Alec McCowen
- Elliot Martin
- William David Brohn
- Edwin Sherin
- Fritz Weaver
- Rick Steiner
- James M. Nederlander

## Előadott számok
- "Broadway Bound" – Kevin Spacey
- "Welcome to the Rock" – Come from Away
- "I'd Give My Life for You" / "Exodus" – Miss Saigon
- "A Day in Falsettoland" – Falsettos
- "Waving Through a Window" – Kedves Evan Hansen
- "Seeing You" – Idétlen időkig
- "Penny in My Pocket" – Hello, Dolly!
- "New York, New York" – Cynthia Erivo, Leslie Odom Jr., The Rockettes
- "Face to Face" – War Paint
- "Dust and Ashes" / "The Abduction" – Natasha, Pierre & The Great Comet of 1812
- "Nobody" – Bandstand
- "It's So Hard to Say Goodbye to Yesterday" – Justin Guarini, Kevin Smith Kirkwood, Okieriete Onaodowan, David Abeles, Chuck Cooper
- "The Curtain Falls" – Kevin Spacey, Patti LuPone[9][10]

## Műsorvezetők
A gálán az alábbi műsorvezetők működtek közre:
- Rachel Bloom
- Scarlett Johansson
- Ron Duguay
- Scott Bakula
- Sutton Foster
- Lea Salonga
- Jon Jon Briones
- Tom Sturridge
- Olivia Wilde
- Whoopi Goldberg
- Cynthia Erivo
- John Legend
- Anna Kendrick
- Sally Field
- David Oyelowo
- Sarah Paulson
- Kevin Spacey (Johnny Carsont játszva)
- Tommy Tune
- Bette Midler
- Patina Miller
- Sara Bareilles
- Nick Kroll
- John Mulaney
- Allison Janney
- Christopher Jackson
- Uma Thurman
- Josh Gad
- Orlando Bloom
- Keegan-Michael Key
- John Lithgow
- Jill Biden
- Jonathan Groff
- Brian d'Arcy James
- Stephen Colbert
- Mark Hamill
- Tina Fey
- Glenn Close
- Lin-Manuel Miranda

## Fordítás
- Ez a szócikk részben vagy egészben  a(z)   71st Tony Awards című angol Wikipédia-szócikk fordításán alapul.  Az eredeti cikk szerkesztőit annak laptörténete sorolja fel. Ez a jelzés csupán a megfogalmazás eredetét és a szerzői jogokat jelzi, nem szolgál a cikkben szereplő információk forrásmegjelöléseként.